# Hsp60
Hsp60 es una proteína chaperona que tiene función como proteína de choque térmico, y como tal, previene el daño a las proteínas en respuesta a altos niveles de calor. Se presenta en la mayoría de bacterias gramnegativas, así como en mitocondrias y cloroplastos. También se ha encontrado en el citoplasma eucariota.

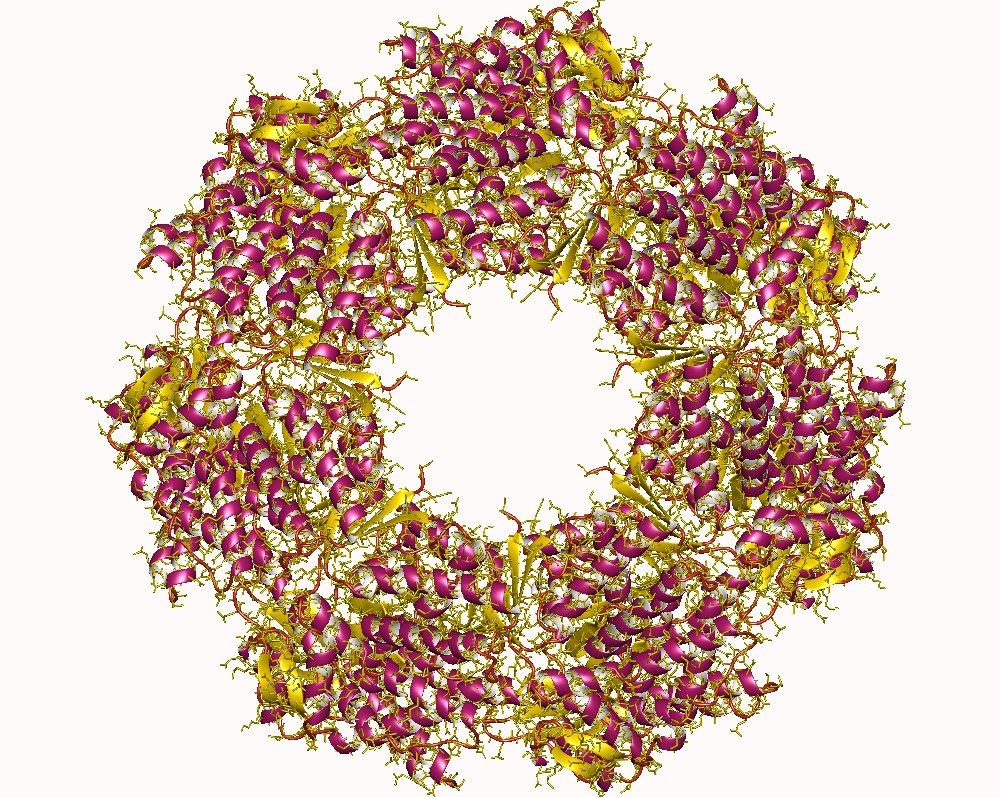
La proteína Hsp60 de E.Coli se denomina GroEL.

Nombres alternativos: HSP60, 60 kDa chaperonina, chaperonina 60, CPN60, proteína de choque térmico 60, HSP-60, HuCHA60, proteína de matriz mitocondrial P1, proteína de linfocitos P60 y HSPD1.

## GroEL
GroEL es la proteína chaperona molecular Hsp60 de Escherichia coli de 60 kDa que forma un complejo cilíndrico activo de dos anillos que contienen 7 subunidades de GroEL cada uno. 
GroEL junto con GroES forman parte del complejo molecular llamado GroEL/GroES.
Son esenciales en la célula, mediando el plegamiento de polipéptidos dependientes de ATP en una variedad de compartimentos.